# Sahambavy

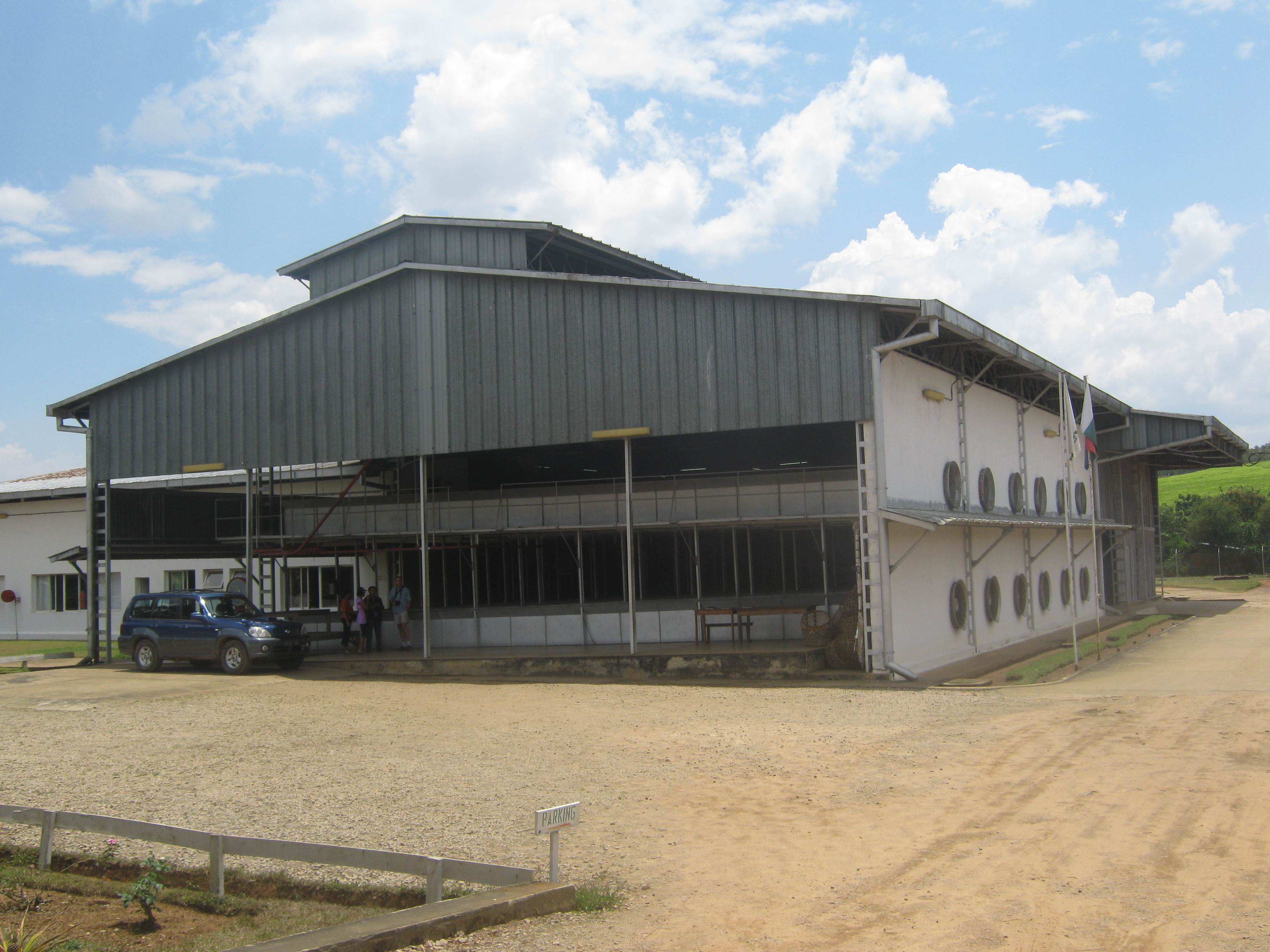
Theefabriek in Sahambavy

Sahambavy is een plaats en commune in het zuiden van Madagaskar, behorend tot het district Fianarantsoa II, dat gelegen is in de regio Haute Matsiatra. Tijdens een volkstelling in 2001 telde de plaats 17.412 inwoners.
De plaats biedt naast lager onderwijs ook middelbaar onderwijs aan. 58 % van de bevolking werkt als landbouwer en 30 % houdt zich bezig met veeteelt. Het belangrijkste landbouwproduct is rijst; andere belangrijke producten zijn maniok en aardappelen. Verder is 2% actief in de dienstensector en heeft 10% een baan in de industrie.